# Предео изузетних одлика Караш-Нера
Предео изузетних одлика Караш-Нера налази се на југоистоку Баната, на територији општине Бела Црква и близу границе са Румунијом. Подручје се састоји од три целине Караш, Нера и Мали песак.

## Одлике
Подручје предела заузима 1540 хектара, чијих је 64% у степену заштите другог а 36% у степену заштите трећег степена. Река Караш обухвата део Велике Мртваје, реке која је настала прокопавањем канала ДТД, Нера цео ток ове реке у Србији, а Мали песак обилује травнатом, степском и пешчарском флором и фауном која се простире левом обалом Караша као и његову мртвају са леве стране канала Дунав-Тиса-Дунав . На подручју Малог песка као и на меандрима Караша, живе птице због којих су ови локалитети уписани у регистар Међународних значајних станишта птица.
Река Нера је еколошки коридор од међународног значаја, која повезује Панонску низију и Карпате.
Ово место одликује највећа акумулација еолског песка, што га чини  чини еминентним динским пределом у Србији. Висина дина овде досеже и до 100 метара.„Мали песак“ обилује пешчарама и водама, па је погодан и за испаше.Предео поседује равничарске меандре река, приобалних шума, пешчарских пашњака. У изолованим еандрима Караша присутна је и подводна приобална и плутајућа вегетација, као и животињске врсте као што су поскок, жаба травњача, текуница, степски соко, степски смук,  степски гуштер, мрављи лав и различите барске птице.  Флору чине представници као што су двоштитаста шаш (Fimbristylis bisumbellata), димњача(Fumaria kralikii), гороцвет (Adonis vernalis),мочварни маслачак (Taraxacum palustre), и други.

## Решење- акт о оснивању
Скупштина АП Војводине је на скупштинској седници, 8. Априла 2015 године, донела Покрајинску скупштинску одлуку о заштити Предела изузетних одлика “Караш-Нера”.
Тиме је подручје постало најмлађе заштићено подручје у Србији.